# Mondo Annoni
Mondo Annoni (* 14. Juni 1933 in Luzern; † 11. Dezember 2005 ebenda) war ein Schweizer Fotograf aus Luzern. Er wurde hauptsächlich über eine grosse Anzahl Foto-Bücher bekannt.

## Leben
Mondo Annoni machte nach der Schule eine kaufmännische Lehre (1949–1953), während derer er sich bereits mit der Fotografie beschäftigte. Von 1956 bis 1968 arbeitete er als Fotoreporter für den Tages-Anzeiger, die Neue Zürcher Zeitung, Die Woche und verschiedene Luzerner Tageszeitungen. 1966 machte er sich zusammen mit seiner Frau Dolores Annoni-Meier als freischaffender Fotograf mit eigenem Fotoatelier in Emmenbrücke selbständig. Mondo Annoni war im In- und Ausland tätig und Autor verschiedener Fotobücher. 1975 erhielt er die Auszeichnung «Die schönsten Bücher des Jahres».
2018 wurde der fotografische Nachlass von Mondo Annoni von seinen Erben an die Stiftung Fotodok übergeben. Das fotografische Werk wird nun im Staatsarchiv Luzern erschlossen und aufbewahrt und von der Fotodok der Öffentlichkeit zugänglich gemacht. Der Nachlass beinhaltet mehrere tausend Kleinbild-, Mittelformat und Grossformat-Fotografien mit den Themenschwerpunkten Schweiz, Luzern, Brauchtum, Köhlerei, Fasnacht und Dampfschiffe.

## Publikationen
- 100 Jahre Landwirtschaftliche Genossenschaft Emmen. Landwirtschaftliche Genossenschaft, Emmen 1990.
- Erinnerungen an Luzern 1955–1975. Anzeiger Luzern, Luzern 1989.
- Emmen. Erinnerung und Gegenwart, 1988, Die Heimat, Emmenbrücke
- Unser Lebensraum. Die Heimat, Emmenbrücke 1982.
- Arbeit, Kampf und Spiel. Ebnöther, Sempach-Station 1980.
- Unser Meggen. Gemeindeverwaltung Meggen, Meggen 1977.
- Dampfschiff ahoi! Ein Bildband. Harlekin Verlag, Luzern 1975.
- Führer durch die Stadt Luzern. Harlekin Verlag, Luzern 1973.
- Zeitgenossen sehen Hans Erni. Kunstkreis, Luzern 1972.
- Luzerner Fasnachtsbuch. Harlekin Verlag, Luzern 1972.
- Emil. Harlekin Verlag, Luzern 1972.
- Mensch und Arbeitsplatz. Ebnöther, Sempach-Station 1972.
- Die Innerschweiz in Vergangenheit und Gegenwart. Ex Libris, Zürich 1971.
- Der Pilatus. unbekannt, Luzern 1970.
- Chur. Editions Générales, Genf 1969.
- Erni. Editions Générales, Genf 1969.
- Die Aare. Begegnungen an einem Fluss. Editions Générales, Genf 1969.
- Luzern – Lucerne – Lucerne. Editions Générales, Genf 1968.
- Der Kanton Luzern. Laederer, Genf 1967.
- Paris la Blanche. Editions Générales, Genf 1967.

## Ausstellungen
- «Der Photograph Mondo Annoni als Maler», Galerie ad hoc, Hochdorf, 1985	Einzelausstellung
- Titel unbekannt, Caritas Galerie, Luzern, 1983, Einzelausstellung
- «Ein Photograph und seine Bücher», Zentralbibliothek, Luzern, 1983, Einzelausstellung
- Titel unbekannt, Schloss Meggenhorn, Meggen, 1977, Einzelausstellung
- Titel unbekannt, St. James Gallery, Luzern, 1972, Einzelausstellung
- «Fünf Photographen», Galerie Palette, Luzern, 1971, Gruppenausstellung
- «Emmen – gestern und heute», Gemeindegalerie Emmen, Emmenbrücke, 1970, 	Einzelausstellung
- «Fünf Luzerner Photographen», Openair Pilatusstrasse, Luzern, 1968, Gruppenausstellung
- Titel unbekannt, Arlecchino, Luzern, 1967, Einzelausstellung

## Auszeichnungen
- 1975: «Die schönsten Bücher des Jahres»